# Sojoez TMA-1
Sojoez TMA-1 (Russisch: Союз ТМА-1) was de eerste vlucht van de variant Sojoez TMA van het bekende ruimteschip Sojoez. Deze missie moest de bemanning van ISS Expeditie 6 aflossen. De Belgische astronaut Frank De Winne werd met deze vlucht de tweede Belg in de ruimte, na Dirk Frimout. De bemanning van Sojoez TMA-1 liet haar ruimtevaartuig achter bij het Internationaal ruimtestation ISS en keerde na een verblijf van 8 dagen terug in de oudere Sojoez TM-34.

## Bemanning

#### Gelanceerd
- Sergej Zaljotin -  Rusland
- Frank De Winne - ESA  België
- Joeri Lontsjakov -  Rusland

#### Gelande ISS expeditie 6 Bemanning
- Nikolaj Boedarin  -  Rusland
- Kenneth Bowersox  -  Verenigde Staten
- Donald Pettit  -  Verenigde Staten

## Missie parameters
- Massa: ? kg
- Perigeum: 193 km
- Apogeum: 235 km
- Glooiingshoek: 51.6°
- Omlooptijd: 88.7 min

## Gekoppeld aan het ISS
- Gekoppeld aan het ISS: 1 november, 2002, 05:01 UTC (aan de Pirs module)
- Afgekoppeld van het ISS: 3 mei, 2003, 22:43 UTC (van de Pirs module)

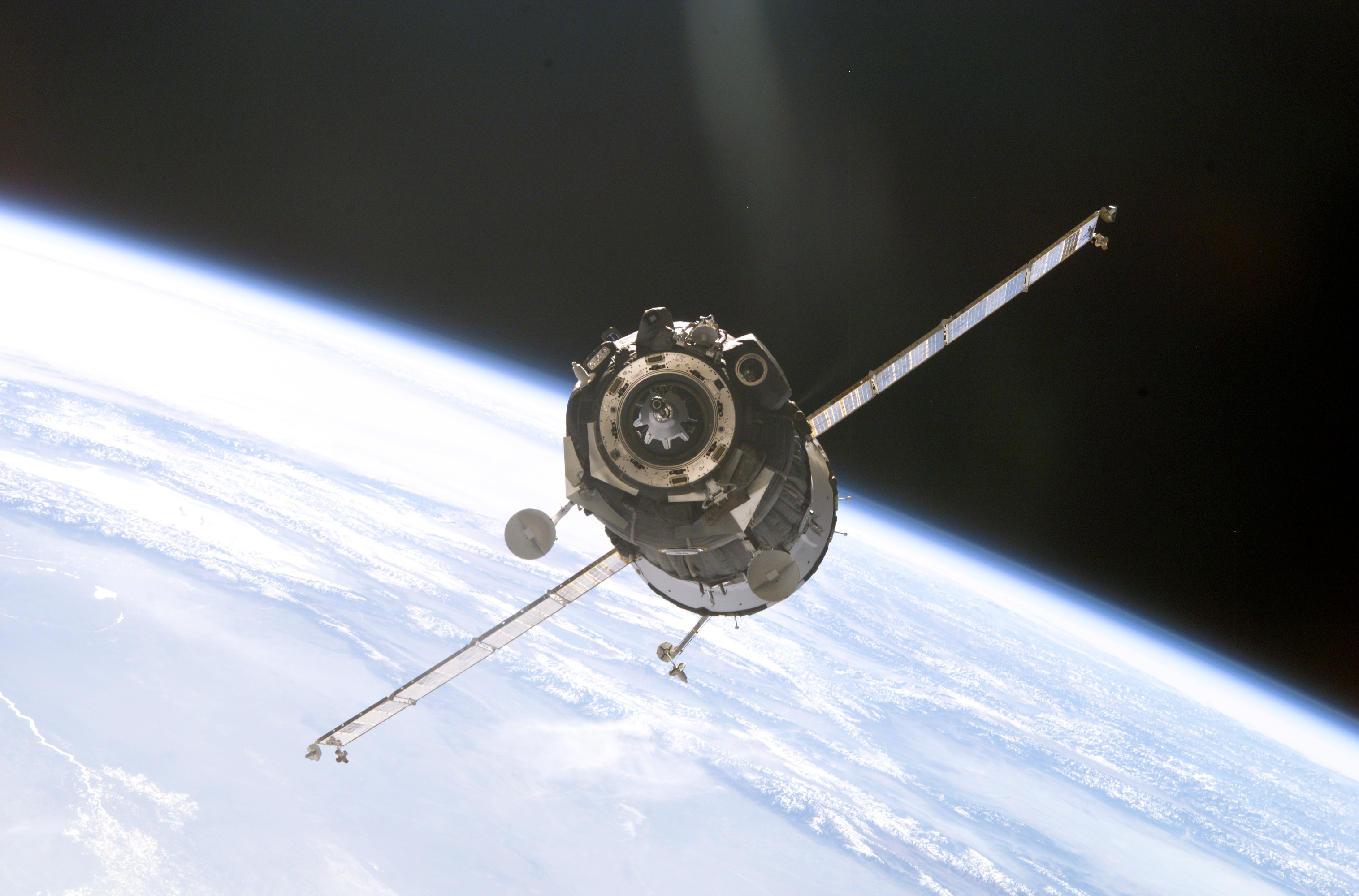
Sojoez TMA-1 kort voor de koppeling aan de Pirs module van het ISS

TMA-1 · TMA-2 · TMA-3 · TMA-4 · TMA-5 · TMA-6 · TMA-7 · TMA-8 · TMA-9 · TMA-10 · TMA-11 · TMA-12 · TMA-13 · TMA-14 · TMA-15 · TMA-16 · TMA-17 · TMA-18 · TMA-19 · TMA-01M · TMA-20 · TMA-21 · TMA-02M · TMA-22 · TMA-03M · TMA-04M · TMA-05M · TMA-06M · TMA-07M · TMA-08M  · TMA-09M · TMA-10M · TMA-11M · TMA-12M · TMA-13M · TMA-14M · TMA-15M · TMA-16M · TMA-17M · TMA-18M · TMA-19M · TMA-20M